# Ваља Фантанилор (Долж)
Ваља Фантанилор (рум. Valea Fântânilor) насеље је у Румунији у округу Долж у општини Бралоштица. Oпштина се налази на надморској висини од 162 m.

## Становништво
Према подацима из 2011. године у насељу је живело 627 становника.